# Честині
Чести́ні — село в Україні, в Львівському районі Львівської області. Населення становить 480 осіб. Орган місцевого самоврядування - Жовтанецька сільська рада.

## Історія
У податковому реєстрі 1515 року в селі документується піп (отже, уже тоді була церква), шинок і 2 лани (близько 50 га) оброблюваної землі.

## Населення

### Мова
Розподіл населення за рідною мовою за даними перепису 2001 року:
| Мова       | Кількість | Відсоток |
| ---------- | --------- | -------- |
| українська | 382       | 99.74%   |
| російська  | 1         | 0.26%    |
| Усього     | 383       | 100%     |

## Герб
На зеленому щиті срібна підвищена балка, поверх усього синє вістря, обтяжене золотим виникаючим полум'ям, супроводжуване зверху двома срібними співоберненими мечами. Щит обрамований золотим декоративним картушем i увінчаний золотою сільською короною.

## Відомі люди
У селі працювала вчителем Попович-Боярська Климентина Карлівна